# 玛丽安娜·冈萨雷斯·奥利瓦
玛丽安娜·冈萨雷斯·奥利瓦（西班牙語：Mariana González Oliva，1976年3月12日—），阿根廷女子曲棍球运动员。她曾代表阿根廷国家队参加1996年、2004年和2008年夏季奥林匹克运动会曲棍球比赛，获得一枚铜牌。